# Операція «Павутина»
1 червня 2025 року СБУ провела завершальний етап військової операції «Павутина» з ураження російської стратегічної авіації в ході повномасштабної російсько-української війни.
Ціллю операції стали 5 аеродромів на території РФ:
- «Оленья» в Мурманській,
- «Біла» в Іркутській,
- «Дягілєво» в Рязанській,
- «Іваново» в Івановській,
- «Українка» в Амурській області.

Удар по авіабазі «Біла» за 4400 км від кордону з Україною став першою українською атакою по об'єктах у Сибіру в ході російсько-української війни та найуспішнішою атакою на російську авіацію в ході війни.
Основними засобами ураження стали FPV-дрони, понад 100 яких віддалено запустили з вантажівок, що під'їхали до аеродромів. За даними СБУ, пошкоджено 41 літак, що оцінювалося ними як знищення 34 % стратегічної авіації РФ. За матеріалами супутникових знімків та засобів об'єктивного контролю, знищено щонайменше 8 бомбардувальників Ту-95МС, 7—12 бомбардувальників Ту-22М3, 2 літаки дальнього радіолокаційного виявлення А-50, 1 транспортний літак Ан-12 та можливо літак-заправник Іл-78М. Атака відбувалася на тлі рекордного масованого російського удару із застосуванням майже 500 безпілотників і кількох ракет. СБУ оцінила орієнтовні втрати Росії в $7 млрд.
За оцінками Тома Купера, це знищило 70—100 % «повністю боєготового» флоту російських Ту-95МС і близько 30 % боєготового флоту Ту-22М.

## Передісторія
На початку 2025 року основою стратегічної авіації Росії були:
- Ту-160 — 16 одиниць кількох модифікацій. Ними озброєний 121-й важкий бомбардувальний авіаційний полк (Енгельс-2);[13]
- Ту-95 — 48 одиниць. Ними озброєні: 184-й важкий бомбардувальний полк (Енгельс-2), 79-й важкий бомбардувальний авіаційний полк (Українка), 182-й важкий бомбардувальний авіаційний полк (Українка);[13]
- Ту-22М — 52 одиниці. Ними озброєні: 52-й важкий бомбардувальний авіаційний полк (Шайковка), 200-й важкий бомбардувальний авіаційний полк (Середній), 444-й важкий бомбардувальний авіаційний полк (Середній).[13]

У російській війні проти України ця авіація стала інструментом терору українського населення.
30 травня російське видання «Блокнот» повідомляло про заплановану операцію «Блискавка Зевса», що мала на меті завдати Україні «розгромного удару» в разі відмови від російських вимог на перемовинах у Стамбулі. Стверджувалося, що Росія перебазувала десятки бомбардувальників на аеродроми «Оленья» та «Енгельс» й підвозила туди ракети. Супутникові знімки підтверджували підготування до масштабного удару.

## Підготовка
Контроль над операцією здійснював особисто президент України Зеленський, а безпосередньо реалізовували її голова СБУ Василь Малюк та співробітники служби. Надскладна з огляду логістики операція готувалася півтора року.

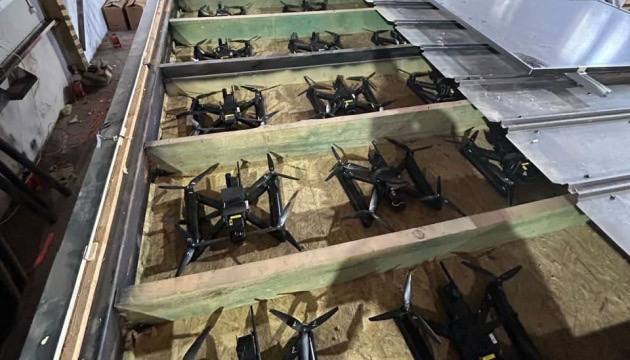
Дрони заховані під дахом будиночків

СБУ спершу переправила до Росії дрони, а пізніше дерев'яні пускові будиночки. На території Росії дрони помістили до будиночків, встановлених на вантажних автомобілях. Штаб операції на території Росії розташовувався неподалік одного з регіональних управлінь ФСБ. СБУ оприлюднила фотографії складів, де виконувалися підготовчі роботи, які згодом росіяни ідентифікували за адресою: м. Челябінськ, Свердловський тракт, 28А.
За даними СБУ, агенти, які готували операцію безпосередньо на території Росії, на момент проведення спецоперації перебували в Україні.
Видання Axios початково стверджувало, що Україна заздалегідь повідомила Адміністрацію Трампа про атаки російських авіабаз, однак пізніше змінило новину, написавши, що попередження не було. Білий дім також заперечив факт інформування. Згідно з українськими та американськими джерелами, США не брали участі в операції й не мали інформації про плани України щодо ударів по російських аеродромах, а розвідувальні дані для операції Україна збирала самостійно без підтримки США. Це рішення було зумовлене, зокрема, побоюваннями щодо можливого зближення Трампа з Путіним та ризиком витоку секретної інформації, особливо після того, як посадовці з адміністрації Трампа розголосили конфіденційні плани військової операції проти хуситів в урядовому груповому чаті в Signal.

## Перебіг операції
30 травня, за два дні до проведення операції, російські пропагандисти анонсували «Блискавку Зевса» — нібито розгромний удар Путіна по Україні. Росіяни перекинули десятки Ту-22М3 і Ту-95МС на бази «Оленья» та «Енгельс», готуючись до масованої атаки. Стратегічні бомбардувальники нібито мали «чекати на наказ» на нищівний ракетний удар, якщо на переговорах у Стамбулі Україна відхилить вимоги, викладені Росією.
Ціллю української операції стали 5 аеродромів на території Російської Федерації: «Оленья» в Мурманській, «Біла» в Іркутській, «Дягілєво» в Рязанській, «Іваново» в Івановській та «Українка» в Амурській областях.
Атаки здійснили з вантажних автомобілів, що перебували неподалік військових аеродромів. Дрони-квадрокоптери попередньо завезли до Росії контрабандним способом і помістили під дах дерев'яних контейнерів, які вантажівки саме й доправили до авіабаз. У момент атаки верхні кришки скинули дистанційно, що дозволило безпілотникам попрямувати до цілей.
Водії цих вантажівок були впевнені, що везуть каркасні будинки. Вони отримували замовлення від підприємця з Мурманської області, вантажили товар у машину та вирушали. Під час руху з ними телефоном зв'язувався невідомий і давав вказівки, де й коли потрібно зупинятися. Одному з водіїв сказали поставити вантажівку біля заправки «Роснефть» неподалік військового аеродрому, після чого звідти запустили дрони.
На відміну від інших цілей, удар по авіабазі «Українка» в Амурській області не вдався, оскільки вантажівка з безпілотниками згоріла в дорозі. Вантажівка загорілася на трасі «Чита — Хабаровськ» в районі Серишевого, а потім почалася детонація дронів.
В атаці взяли участь 117 БПЛА. Зі слів журналіста Юрія Бутусова, СБУ завезла до росії 150 дронів і 300 боєприпасів, злетіли 116 дронів. Управління здійснювалося через російські телекомунікаційні мережі. Дрони керувалися однією з версій ArduPilot, програмним забезпеченням з відкритим кодом. Ця програма, встановлена на дроні, відтворює карту місцевості з доступом до GPS, дозволяє створювати точки маршруту та віддає команди БПЛА.
Росія підтвердила атаку і заявила про «успішне відбиття атак» трьох із них.

## Результати

### Заявлені втрати
Спершу в СБУ заявили про пошкодження чи знищення понад 40 літаків ПКС РФ, серед яких літаки дальнього радіолокаційного виявлення А-50, стратегічні бомбардувальники Ту-95 і Ту-22М3, і збитки на 2 млрд доларів.
Пізніше того ж дня голова СБУ Василь Малюк заявив про суму знищенної техніки — 7 млрд доларів США, що становить 34 % стратегічних носіїв крилатих ракет на основних аеродромах базування РФ. Малюк також процитував письменницю Ліну Костенко:
А ви думали, що Україна так просто? Україна — це супер. Україна — це ексклюзив. По ній пройшли всі катки історії. На ній відпрацьовані всі види випробувань. Вона загартована найвищим гартом. В умовах сучасного світу їй немає ціни.
Наступного дня, 2 червня, СБУ заявило про ураження 41 літака стратегічної авіації, серед яких були А-50, Ту-95, Ту-22М3 і Ту-160.
4 червня СБУ оприлюднило відеозапис об'єктивного контролю з дронів. На кадрах зафіксовано удари FPV-дронів по чотирьох аеродромах: «Оленья», «Іваново», «Дягілєво» та «Бєлая». СБУ повторило оцінку в 41 борт і написало про ураження А-50, Ту-95, Ту-22, Ту-160, а також Ан-12 та Іл-78.
1 червня 2025 року Міністерство оборони Росії підтвердило атаку українських БПЛА на аеродроми в п'яти областях, але заперечило влучання по аеродромах в Амурській, Івановській та Рязанській областях, а в Іркутській та Мурманській областях, за повідомленням росіян, сталися «загоряння декількох одиниць авіаційної техніки».
«Європейська правда» з посиланням на неназваного посадовця НАТО повідомила, що оцінка НАТО загалом збігається з українською офіційною оцінкою і становить приблизно 40 пошкоджених літаків, з яких 10—13 повністю знищені. За цими даними пошкоджено 15 Ту-95, 20 Ту-22 і щонайменше один А-50.

### Підтверджені втрати
Перші оприлюднені відео показували знищення 4 бомбардувальників Ту-95.
Український OSINT-аналітик Dnipro Osint за відео атак на аеродроми «Оленья» і «Біла» дійшов висновку, що внаслідок української операції знищено щонайменше сім стратегічних бомбардувальників Ту-95 і Ту-22МЗ, а також один військово-транспортний літак Ан-12. Він сказав, що загалом може бути знищено 10 або трохи більше літаків, а заяву СБУ про 41 пошкоджений літак назвав «маячнею».
2 червня супутникові знімки показали, що в Іркутській області знищені щонайменше шість літаків, у Мурманській — мінімум три. Супутникові знімки авіабази «Біла» свідчать про 3—4 знищені Ту-22М3, 3 знищені Ту-95МС та один імовірно пошкоджений Ту-95МС.
Супутникові знімки авіабази «Іваново» свідчать про ймовірне знищення літака ДРЛВ А-50 та двох транспортників Іл-76 або літаків на їх базі, а також двох невстановлених цілей.[недоступне посилання]
Станом на 4 червня 2025 року даними з супутникових знімків і відео безпілотників Том Купер і Мілітарний написали про підтвердження знищення чи пошкодження щонайменше: 8 Ту-95МС, 7-12 Ту-22М3, 2 А-50, 1 Ан-12 та, ймовірно, 1 літака-заправника Іл-78М. Розподіл за базами:
- Біла — 4 од. Ту-95МС, 6—7 од. Ту-22М;
- Оленья — 4 од. Ту-95МС, 1—2 од. Ту-22М, 1 од. Ан-12;
- Іваново — 2 од. А-50;
- Дягілєво — 0—3 од. Ту-22М3.

4 червня стало відомо про те, що росіяни намагались приховати втрати завезенням цілих бомбардувальників на місця згорілих. На одному з аеродромів цілий Ту-95 поставили на згарище іншого в точно такому положенні, як стояв знищений.

## Оцінки та реакції

### Політики
- Американський сенатор-республіканець Ліндсі Ґрем сказав, що «Україна застосувала винахідливі тактики війни безпілотників для успішної атаки російських бомбардувальників і військових засобів, які використовувались для вбивства українських громадян і руйнування їхньої країни» та закликав до посилення тиску на Китай для припинення війни.[58] Сенатор-демократ Річард Блументаль порівняв майстерність операції з ліквідацією Осами бен Ладена та ізраїльською операцією з пейджерами.[59]
- Успіх операції привітала низка західних політиків: генеральний секретар НАТО Марк Рютте, посол ЄС в Україні Катаріна Матернова, прем'єр-міністерка Данії Метте Фредеріксен.
- Литовська міністерка оборони Довіле Шакалієне назвала це «гарною новиною на її день народження» 1 червня.[60][61][62][63]
- Глава дипломатії Євросоюзу Кая Каллас заявила, що атака є унікальною, що вона підвищила вартість війни для РФ і "переписала" військову історію[64].
- Президент США Дональд Трамп 4 червня заявив, що провів розмову з Путіним і що той заявив про плани відповісти на атаку[65]. Видання Axios повідомило, що в приватних розмовах Трамп захоплювався операцією[66].
- Міністерство оборони Росії 1 червня назвало атаку «терактом».[49]

### Військові оцінки
За оцінками Тома Купера, найбільш важливим було ураження 8 одиниць Ту-95МС. Вони всі були боєготові, регулярно використовувались росіянами для ударів по Україні, і 6 з них стояли вже з підвішеними крилатими ракетами Х-101. Це знищило близько 50 % бортів, що виконували польоти з певною регулярністю, або ж 70—100 % «повністю боєготового» флоту російських Ту-95, тобто найкращу його частину. Було знищено і запас ракет Х-101 приблизно місячного об'єму випуску. Другим за важливістю було ураження 7—10 одиниць ракетоносців Ту-22М. Хоча це були боєготові літаки, штатні боєприпаси до них Х-22 і Х-32 вичерпались, і вони вже понад рік стояли без вжитку після того, як Україна збила Ту-22М у квітні 2024 року. Це знищило близько 30 % флоту Ту-22М, які застосовували у 2022—2023 роках. Удари по 2 одиницях літаків ДРЛВ А-50 Купер назвав «цілком беззмістовними», бо ці борти стояли десятиліттями в неопераційному стані: без двигунів та інших запчастин, давно канібалізовані для ремонту інших машин. Том Купер також наголосив, що росіяни не можуть замінити жоден з втрачених літаків стратегічного флоту: вони вже не вироблялися щонайменше 25 років, і навіть на ремонт пошкоджених піде дуже багато часу і грошей.

## Наслідки

### Пошук підозрюваних
Російські правоохоронці розшукували 37-річного Артема Тимофеєва, що нібито був власником вантажівок, із яких злітали дрони. Російські ЗМІ з посиланням на владу стверджували, що Тимофеєв народився в Житомирі або Донецьку, жив у Києві, а кілька років тому переїхав до Челябінської області, де з родиною отримав реєстрацію. У 2021 році Тимофеєв начебто працював у компанії «АРС Груп», а в жовтні 2024-го почав займатися підприємництвом у сфері вантажоперевезень. Для цього в грудні він придбав кілька автомобілів, за допомогою яких напередодні було здійснено атаки на аеродроми. За даними російських каналів, орієнтування на Тимофеєва направили в усі відділи російського Міністерства внутрішніх справ.

### Дефіцит ракетоносіїв
Під час російської далекобійної атаки у ніч на 6 червня 2025 року РФ запустила по Україні 36 крилатих ракет Х-101 з літаків стратегічної авіації, на додачу до балістичних ракет та дронів. Але через втрати Ту-95, росіяни змогли залучити до удару лише 5 од. Ту-95МС та 2 од. Ту-160. З міркувань економії моторесурсу, раніше використовувалися переважно Ту-95, і кожен з літаків ніс по 1-3 ракети. У цій же атаці, для забезпечення потужності залпу росіяни зарядили їх майже по максимуму, в середньому по 5 ракет на літак. Використання Ту-160 також нетипове: раніше це ставалося раз на півроку-рік, але у ніч на 6 червня це було друге поспіль використання Ту-160 після атаки 26 травня.

## Символізм і паралелі

### Порівняння з історичними подіями
Російські воєнкори охрестили операцію «російським Перл-Гарбором» і чорним днем військово-транспортної авіації у РФ.
Аналітик The Washington Post Макс Бут написав, що українці «знову переписали правила війни» й порівняв атаку з нападом на Перл-Гарбор 1941 року: якщо японський наліт продемонстрував перевагу авіаносців і палубної авіації над лінкорами, то українська операція показала перевагу безпілотних систем над пілотованими літаками. Він описав ситуацію так: «Під час відомої суперечки між Трампом і Зеленським в Овальній кімнаті в лютому американський президент сказав українському: „В тебе немає карт“. Що ж, Зеленський щойно зіграв свій козир ― українську геніальність».
Науковий співробітник та редактор Atlantic Council Пітер Дікінсон розкритикував поширене порівняння з Перл-Гарбором, оскільки японський напад на американські кораблі 1941 року був неспровокованим актом агресії, на відміну від української операції. Натомість він запропонував порівняння з Цусімською битвою 1905 року, в якій Росія також недооцінила свого супротивника, Японію, та замість легкої перемоги («маленької переможної війни») здобула розгромну поразку. Аналогічну думку висловив український письменник Остап Українець. Українські медіа також почали використовувати вислів «Цусіма російської авіації».
Американський адмірал у відставці Джеймс Ставрідіс і низка журналістів порівняли операцію з легендарною історією про «Троянського коня».

### Порівняння з художніми творами
Журналіст Євген Кисельов у своїй аналітичній дискусії з Іваном Яковиною провів паралелі, порівнявши спецоперацію з вигаданими подіями з фільму «Падіння янгола», де з фури здійснюється масова атака дронів.

## Культурний вплив
В українських соцмережах поширились численні меми, в багатьох з яких обігрували незвичайний спосіб доставлення зброї за допомогою вантажівок. Наприклад, очільника СБУ Василя Малюка представляли як «найкращого далекобійника» та порівнювали операцію з «Троянським конем».

## Цікаві факти
- 1 червня — день військово-транспортної авіації у РФ.[82]
- 1 червня 1996 року, у рамках виконання Тристоронньої домовленості президентів України Леоніда Кравчука, США Білла Клінтона та Росії Бориса Єльцина від 14 січня 1994 року, Україна передала Росії свої останні ядерні боєголовки, офіційно втративши статус ядерної держави. В обмін на відмову від ядерної зброї Росія, США та Велика Британія підписали з Україною Будапештський меморандум, у якому висловили політичні запевнення поважати суверенітет, незалежність і територіальну цілісність України, утримуватися від застосування сили або погроз силою, а також не застосовувати ядерну зброю проти неї.[83][84][85][86][87]